# Hypotrachyna quaesita
Hypotrachyna quaesita är en lavart som först beskrevs av Kurok., och fick sitt nu gällande namn av DePriest & B. W. Hale. Hypotrachyna quaesita ingår i släktet Hypotrachyna och familjen Parmeliaceae.   Inga underarter finns listade i Catalogue of Life.